# Hutki (Silésie)
Pour les articles homonymes, voir Hutki.
Hutki est une localité polonaise de la gmina de Konopiska, située dans le powiat de Częstochowa en voïvodie de Silésie.